# Sp1 전사인자
Sp1 전사인자(영어: transcription factor Sp1)는 사람에서 SP1 유전자에 의해 암호화되는 단백질이다. 특이성 단백질 1(特異性蛋白質 1, 영어: specificity protein 1), 전사인자 Sp1이라고도 한다.

## 기능
이 유전자에 의해 암호화되는 단백질은 많은 프로모터의 GC 풍부 모티프에 결합하는 아연 핑거 전사인자이다. 암호화된 단백질은 세포 분화, 세포 생장, 세포 사멸, 면역 반응, DNA 손상에 대한 반응 및 염색질 리모델링을 포함한 많은 세포 과정에 관여한다. 인산화, 아세틸화, O-GlcNAc화 및 단백질 분해 과정과 같은 번역 후 변형은 활성인자 또는 억제인자가 될 수 있는 이 단백질의 활성에 상당한 영향을 미친다.
SV40 바이러스에서 Sp1은 게놈의 조절 서열에서 GC 박스에 결합한다.

## 같이 보기
- 전사인자